# 掌上萌寶小海豹
《掌上萌寶小海豹》（Mamegoma）是由是由米村真由美設計的San-X所創造的角色。於2005年推出產品，2006年製作成遊戲，2009年製作成電視動畫。

## 設定
小海豹 (まめゴマ) 是一種手掌大小的海豹 (日文「まめ」是豆，常被用作意指事物的微型版本，「ゴマ」是斑海豹 (ゴマフアザラシ)的縮寫 )。
小海豹有多種不同的顏色，包括白色、藍色、粉色、黃色和黑色。這些小海豹通常被描繪成體型細小（12公分，重約200克），可以生活在一個普通的金魚缸中，通常用一些冰塊來保持水的涼爽。 它們還出現在浴缸中的廣告和商品中，以及在倉鼠籠的輪子上等。
與普通海豹不同，小海豹是雜食性的，尤其是豆類，它也更喜歡枝豆。

## 電視動畫
2009年1月至2009年12月在迷你動畫劇場以《クプ〜!!まめゴマ!》(Kupu!! Mamegoma!)為標題播出。這是第一個被製作成電視動畫的San-X角色。每集15分鐘共51集。
電視動畫設定與繪本完全不同，比如主角小海豹從原版的「豆豆」變成了「豆太」。

### 故事
小學生小茜家中經營豆腐店，一天她偶然拯救了擱淺在海邊的白色小海豹，為了幫助身體虛弱的小海豹，她的朋友介紹她到小海豹樂園，並把牠帶回家。可愛的小海豹被改名為豆太，將作為豆川家的新成員生活。

### 登場人物

#### 小海豹
豆太（Mameta）
配音員：佐藤なる美（日本）、葉曉欣（香港）
本故事的主角，白色小海豹。 在語尾使用“pu”。 不知道是從哪裡來的，似乎是被大海捲了起來，流到了海灘上。喜歡吃蘋果，枝豆，納豆。
梳打（Soda-kun）
配音員：伊東美彌子（日本）、魏惠娥（香港）
幸太的小海豹，藍色小海豹，豆太的朋友。 在語尾使用“ni”。
車厘（Cherry-chan）;
配音員：齋藤桃子（日本）、黃昕瑜（香港）
小櫻的小海豹，粉色小海豹，豆太的朋友。脖子上附著一束像櫻桃。
檸檬（Lemon-chan）
配音員：春井柚佳（日本）、廖欣怡（香港）
佐佐木的小海豹，黃色小海豹，豆太的朋友。由於還是個寶寶，只能說“mu”。
糖糖（Candy-chan）
配音員：荒木香惠（日本）、劉惠雲（香港）
阿光的小海豹，性別是男。頭上戴著一條糖果狀的條紋絲帶的紫色小海豹，豆太的朋友。她有努力的方面，例如為阿光參加小海豹大會而進行鍛煉。此外，她有一顆少女心，比如對浪漫感興趣，但她會被梳打當成男孩子來對待。
薩美莎·凡妮莎（Samantha-chan）
配音員：仙台惠理（日本）、林元春（香港）
瑪莉愛的小海豹，是一種帶有心形圖案的白色小海豹，豆太的朋友。她和主人瑪麗愛一樣，說話都是大小姐語氣，偶爾會在談話中夾雜英文。
大五郎（Daigorou）
配音員：河本邦弘（日本）、黃積權（香港）
失散小海豹同盟的首領，被豆太稱為大仔。
隼人（Yahato-kun）
配音員：古山步（日本）、陸惠玲（香港）
和也的小海豹。
丹丹
配音員：下和田裕貴（日本）、曾秀清（香港）
來自中國的熊貓小海豹，東東的雙胞胎兄弟。
東東
配音員：五十嵐裕美（日本）、羅孔柔（香港）
來自中國的熊貓小海豹，丹丹的雙胞胎兄弟。

#### 人類

##### 主要人物
豆川茜
配音員：藤村步（日本）、成瑤孆（香港）
豆太的主人，小學女生，愛好是畫畫。

豆川唯
配音員：水澤史繪（日本）、凌晞（香港）
小茜的妹妹，幼兒園的孩子。
父親
配音員：河本邦弘（日本）、翟耀輝（香港）
豆川姐妹的父親，豆腐店的老闆。
母親
配音員：古山步（日本）、梁少霞（香港）
奶奶
配音員：淺井淑子（日本）、袁淑珍（香港）
佐佐木哥哥（Sasaki）
配音員：田丸篤志（日本）、李致林（香港）
檸檬和高仔的主人，小海豹樂園的管理員。
幸太（Kota）
配音員：川名真知子（日本）、鄭麗麗（香港）
梳打的主人，小學生。
小櫻（Sakura）
配音員：高梁碧（日本）、陳皓宜（香港）
車厘的主人，戴眼鏡的小學女生。
阿光（Hikaru）
配音員：小林優（日本）、沈小蘭（香港）
瑪莉愛（Marie）
配音員：南里侑香（日本）、詹健兒（香港）
薩美莎的主人，有錢名媛的女兒，之前在外國，剛剛搬來脇水町居住。
和也
配音員：仙台惠理（日本）、何璐怡（香港）
阿隼的主人，小唯向日葵班的同學，個性害羞。
悠斗
配音員：藤村步（日本）、張頌欣（香港）
小櫻的表哥，因為對小海豹過敏而不能接近小海豹，所以穿著保護裝束偷看，一度引起小海豹懷疑。

#### 動物
高仔（Takayan）
配音員：杉山紀彰（日本）、李安邦（香港）
守護小海豹的鴨子，戴著頭盔和護目鏡。他的原名是高孝。
健太郎
配音員：桐井大介（日本）、麥皓豐（香港）
高仔認識的烏鴉，額頭上有一道閃電狀的傷疤。

### 製作人員
- 原作 - ヨネムラマユミ（「まめゴマ」サンエックス株式会社）[2]
- 導演 - 岡英和[2]
- 系列構成 - 小野田博之[2]
- 人物設定 - 関根昌之[2]
- 美術監督 - 森尾麻紀[2]
- 色彩設計 - 伊藤純子[2]
- 撮影監督 - 斎藤秋男[2]
- 編集 - 坂本久美子[2]
- 音樂 - 大橋恵[2]
- 音響監督 - 藤田亜希子[2]
- 動畫制作 - TMS娛樂[2]
- 製作 - 掌上萌寶小海豹製作委員会（San-X、日本古倫美亞、クリエイティヴ・コア、創通、神奈川電視台、TMS娛樂）[3][4]

### 主題曲
片頭曲「サンキュ! は I LOVE YOU」
作詞 - 岩里祐穂 / 作曲 - mayu / 編曲 - 籠島裕昌 / 歌 - 宮本佳那子（コロムビアミュージックエンタテインメント）
片尾曲「自転車にのって」
作詞 - 岩里祐穂 / 作曲 - mayu / 編曲 - 関淳二郎 / 歌 - mao（コロムビアミュージックエンタテインメント）

### 各集列表
| 集數 | 日文標題                            | 香港標題                         | 編劇       | 分鏡         | 演出       | 作畫監督            |
| ---- | ----------------------------------- | -------------------------------- | ---------- | ------------ | ---------- | ------------------- |
| 1    | ぼく、まめ太でプ!                   | 我叫豆太，pu                     | 菅良幸     | 岡英和       | 岡英和     | 関根昌之            |
| 2    | まめ太の一日でプ!                   | 豆太的一天，pu                   | 菅良幸     | 岡英和       | 岡英和     | 船越英之            |
| 3    | アヒルのタカヤンでプ!               | 鴨鴨高仔，pu                     | 早坂律子   | 須田裕美子   | 成川武千嘉 | 生野裕子            |
| 4    | まめ太の大好物でプ!                 | 豆太的最愛，pu                   | 早坂律子   | 須田裕美子   | 成川武千嘉 | 生野裕子            |
| 5    | 巨大まめ太登場でプ!                 | 巨型豆太登場，pu                 | 丸尾みほ   | みさわしん   | 湖山禎崇   | 鈴木信一            |
| 6    | 恋するキャンディーちゃんでプ!       | 戀愛中的糖糖，pu                 | 丸尾みほ   | きみやしげる | 湖山禎崇   | 石之博和            |
| 7    | ハグレゴマ一味でプ!                 | 失散小海豹同盟，pu               | 菅良幸     | 安濃高志     | 柳瀬雄之   | 木場田実 鈴木欽一郎 |
| 8    | セレブなサマンサちゃんでプ!         | 名媛薩美莎，pu                   | 菅良幸     | 柳瀬雄之     | 柳瀬雄之   | 柳瀬雄之            |
| 9    | みんなでおめかしでプ!               | 大家一起裝扮，pu                 | 早坂律子   | 佐藤豊       | 佐藤豊     | 吉崎誠              |
| 10   | まめゴマのコンテストでプ!           | 小海豹比賽，pu                   | 早坂律子   | 岡英和       | 佐藤豊     | 吉崎誠              |
| 11   | まめ太、空を飛ぶでプ!               | 豆太飛到天上，pu                 | 丸尾みほ   | 須田裕美子   | 成川武千嘉 | 生野裕子            |
| 12   | カラスのケンちゃんでプ!             | 烏鴉健仔，pu                     | 丸尾みほ   | 大宙征基     | 成川武千嘉 | 生野裕子            |
| 13   | 伝説のアニキでプ!                   | 傳說中的大哥，pu                 | 菅良幸     | 湖山禎崇     | 湖山禎崇   | 石之博和            |
| 14   | まめ太はどれでプ!                   | 哪隻才是豆太，pu？               | 菅良幸     | 湖山禎崇     | 湖山禎崇   | 才田俊次            |
| 15   | がんばれ! お母さんでプ!             | 媽媽加油，pu                     | 丸尾みほ   | 柳瀬雄之     | 柳瀬雄之   | 鈴木欽一郎          |
| 16   | 男の勝負？ でプ!                    | 男子漢的比試，pu？               | 早坂律子   | 安濃高志     | 柳瀬雄之   | 柳瀬雄之            |
| 17   | ドキドキおとまりでプ!               | 興奮的留宿，pu                   | 早坂律子   | 大宙征基     | 佐藤豊     | 吉崎誠              |
| 18   | みんなでピクニックでプ!             | 大家一起去野餐，pu               | 丸尾みほ   | 大宙征基     | 佐藤豊     | 吉崎誠              |
| 19   | サマンサちゃんの長い一日でプ!       | 薩美莎漫長的一天，pu             | 菅良幸     | 須田裕美子   | 成川武千嘉 | 生野裕子            |
| 20   | 乙女の決意でプ!                     | 少女的決心，pu                   | 菅良幸     | 須田裕美子   | 成川武千嘉 | 生野裕子            |
| 21   | 水族館のぼーじいでプ!               | 水族館的呆伯伯，pu               | 丸尾みほ   | 湖山禎崇     | 湖山禎崇   | 才田俊次            |
| 22   | カズヤくんとハヤトくんでプ!         | 和也與阿隼，pu                   | 丸尾みほ   | 湖山禎崇     | 湖山禎崇   | 石之博和            |
| 23   | たいへん、たいへんでプ!             | 糟糕，糟糕了，pu                 | 早坂律子   | 安濃高志     | 柳瀬雄之   | 大原和男            |
| 24   | レモンちゃんの秘密でプ!             | 檸檬的秘密，pu                   | 早坂律子   | 柳瀬雄之     | 柳瀬雄之   | 鈴木欽一郎          |
| 25   | 七夕さまでプ!                       | 七夕，pu                         | 菅良幸     | 大宙征基     | 佐藤豊     | 吉崎誠              |
| 26   | はじめての学校でプ!                 | 第一次上學，pu                   | 菅良幸     | 須田裕美子   | 佐藤豊     | 吉崎誠              |
| 27   | 佐々木さんとレモンちゃんでプ!       | 佐佐木與檸檬，pu                 | 丸尾みほ   | 須田裕美子   | 岡英和     | 生野裕子            |
| 28   | 夏でプ! 海でプ! 泳ぐでプ!           | 是夏天，pu，是海，pu，游泳吧，pu | 丸尾みほ   | 岡英和       | 岡英和     | 生野裕子            |
| 29   | おばあちゃんちでプ!                 | 去奶奶家，pu                     | 早坂律子   | 湖山禎崇     | 湖山禎崇   | 石之博和            |
| 30   | まめゴマ祭りでプ!                   | 小海豹祭典，pu                   | 早坂律子   | 湖山禎崇     | 湖山禎崇   | 才田俊次            |
| 31   | 夏でプ! オバケでプ!                 | 夏天了，pu，有妖怪，pu           | 菅良幸     | 柳瀬雄之     | 柳瀬雄之   | 鈴木欽一郎          |
| 32   | 虫とり名人？ あかねちゃんでプ!      | 小茜是捕蟲高手？Pu               | 菅良幸     | 安濃高志     | 柳瀬雄之   | 大原和男            |
| 33   | みんなでキャンプでプ!               | 大家去露營，pu                   | 早坂律子   | 須田裕美子   | 佐藤豊     | 吉崎誠              |
| 34   | オヤビン、恋の病？ でプ!            | 首領為愛情煩惱？Pu               | 菅良幸     | 大宙征基     | 佐藤豊     | 吉崎誠              |
| 35   | ペッタン! ペッタン! お月様でプ!     | 搗年糕，奔月，pu                 | 早坂律子   | 岡英和       | 成川武千嘉 | 田中大              |
| 36   | タンタン! トントン! ぱんだ兄弟でプ! | 熊貓兄弟丹丹與東東，pu           | 丸尾みほ   | 大宙征基     | 成川武千嘉 | 田中大              |
| 37   | まめゴマ遊園地？ でプ!              | 小海豹主題樂園？Pu               | 丸尾みほ   | 湖山禎崇     | 湖山禎崇   | 才田俊次            |
| 38   | 白熱! お豆腐バトルでプ!             | 熾熱的豆腐大戰，pu               | 五十嵐暁美 | 湖山禎崇     | 湖山禎崇   | 石之博和            |
| 39   | チャプチャプクププでプ!             | 濕淋淋的，kupupu                 | 五十嵐暁美 | 大宙征基     | 小澤慎一朗 | 吉原幸之助          |
| 40   | 特訓! 特訓! キャンディーちゃんでプ! | 糖糖的特訓，pu                   | 早坂律子   | 安濃高志     | 小澤慎一朗 | 吉原幸之助          |
| 41   | さよならオヤビン…解散でプ!          | 再見首領，解散了，pu             | 菅良幸     | 本田リン     | 佐藤豊     | 吉崎誠              |
| 42   | ハロウィンでブローチでプ!           | 萬聖節胸針騷動，pu               | 早坂律子   | 岡英和       | 佐藤豊     | 吉崎誠              |
| 43   | 働くあかねちゃんでプ!               | 工作的小茜，pu                   | 菅良幸     | 田村悠乃     | 成川武千嘉 | 生野裕子            |
| 44   | みんなでハイキングでプ!             | 一起去遠足，pu                   | 菅良幸     | 大宙征基     | 成川武千嘉 | 生野裕子            |
| 45   | 二人っきりのアイランドでプ!         | 兩個獨處的一天，pu               | 丸尾みほ   | 湖山禎崇     | 湖山禎崇   | 石之博和            |
| 46   | チェリーちゃんを守れ! でプ!         | 守護車厘，pu                     | 早坂律子   | 湖山禎崇     | 湖山禎崇   | 才田俊次            |
| 47   | あなたはだあれ？ でプ!              | 你是誰？Pu                       | 早坂律子   | 安濃高志     | 岡英和     | 田中大              |
| 48   | 乙女の敵でプ!                       | 少女的敵人，pu                   | 菅良幸     | 大宙征基     | 岡英和     | 田中大              |
| 49   | 風邪ひきあかねちゃんでプ!           | 小茜患感冒了，pu                 | 丸尾みほ   | 岡英和       | 岡英和     | 吉原幸之助          |
| 50   | みんなでクリスマスでプ!             | 大家一起過聖誕，pu               | 菅良幸     | 須田裕美子   | 岡英和     | 吉原幸之助          |
| 51   | お母さんをさがすでプ!               | 尋找母親，pu                     | 菅良幸     | 岡英和       | 岡英和     | 生野裕子            |

### 播映平台
| 放送地域 | 放送局             | 放送期間                      | 放送日時                        | 放送区分       | 備考                                                      |
| -------- | ------------------ | ----------------------------- | ------------------------------- | -------------- | --------------------------------------------------------- |
| 神奈川県 | tvk                | 2009年1月10日 - 12月26日      | 土曜 8時30分 - 8時45分          | 独立局         | 製作委員会参加、ちびアニ劇場内包                          |
| 埼玉県   | テレ玉             | 2009年1月16日 - 12月31日      | 金曜 7時00分 - 7時15分          | 独立局         | ちびアニ劇場内包、最終回のみ木曜 9時00分 - 9時15分        |
| 兵庫県   | サンテレビ         | 2009年1月16日 - 2010年1月8日  | 金曜 7時00分 - 7時15分          | 独立局         | ちびアニ劇場内包                                          |
| 千葉県   | チバテレビ         | 2009年1月16日 - 2010年1月1日  | 金曜 8時00分 - 8時15分          | 独立局         | ちびアニ劇場内包                                          |
| 岩手県   | IBC岩手放送        | 2017年4月1日 - 2018年4月21日  | 土曜 5時30分 - 5時45分          | TBS系列        |                                                           |
| 山形県   | さくらんぼテレビ   | 2009年3月22日 - 2010年3月21日 | 日曜 6時15分 - 6時30分          | フジテレビ系列 |                                                           |
| 石川県   | 北陸朝日放送       | 2009年4月4日 - 2010年4月3日   | 土曜 6時45分 - 7時00分          | テレビ朝日系列 |                                                           |
| 日本全国 | キッズステーション | 2009年9月11日 - 2010年3月19日 | 金曜 10時30分 - 11時00分        | CS放送         | 2話連続放送、リピート放送あり                             |
| 新潟県   | 新潟総合テレビ     | 2009年11月24日 - 2010年3月4日 | 火曜 - 金曜 16時45分 - 16時59分 | フジテレビ系列 |                                                           |
| 山口県   | 山口放送           | 2010年4月4日 - 2011年7月24日  | 日曜 6時00分 - 6時15分          | 日本テレビ系列 | 最終日曜は自己批評番組『みんなの中にKRY』放送の影響で休止 |
| 愛知県   | テレビ愛知         | 2012年10月6日 - 2013年9月21日 | 土曜 9時45分 - 10時00分         | テレビ東京系列 |                                                           |

香港
| 翡翠台 星期二、三 17:20－17:50 節目 2022年9月14日 17:20－17:35                                            | 翡翠台 星期二、三 17:20－17:50 節目 2022年9月14日 17:20－17:35 | 翡翠台 星期二、三 17:20－17:50 節目 2022年9月14日 17:20－17:35 |
| --- | -------------------------------------------------------------- | -------------------------------------------------------------- |
| | 掌上萌寶小海豹 （2022年6月21日－2022年9月14日）                |                                                                |
| 偶像夢幻祭 （重播）                                                                                       | 夢夢貓 Mix！                                                   |                                                                |
| Hands Up Channel 星期日 07:00－07:30 節目                                                                 |                                                                |                                                                |
| — | 掌上萌寶小海豹 （2022年11月6日－2023年4月23日）                | WAVE!! 衝浪少年                                                |
| 翡翠台 星期日 10:00－10:30 節目 2023年8月13日 10:15－10:30 2023年10月1日、11月19日、2024年2月11日暫停播映 |                                                                |                                                                |
| 花漾精靈 第3季，重播                                                                                      | 掌上萌寶小海豹 （2023年8月13日－2024年2月25日）                | —                                                              |

## 外部連結
- ワタシとまめゴマネット （页面存档备份，存于） - サンエックス公式サイト
- ニンテンドー3DS「まめゴマ　はっぴー！スイーツファーム」公式HP （页面存档备份，存于）
- サンエックスネット （页面存档备份，存于）
- サンエックスネットショップ（サンエックス公式通販サイト） （页面存档备份，存于）